# イラク駐留軍
イラク駐留軍（イラクちゅうりゅうぐん）は、イラク戦争後のイラクに駐留する各国軍の総称。イラク多国籍軍 (en:Multi-National Force – Iraq, MNF–I) と称される。

## 駐留国一覧
- アメリカ合衆国
- イギリス
- 韓国
- イタリア
- ポーランド
- ウクライナ
- スペイン

- オランダ
- オーストラリア
- 日本
- ルーマニア
- デンマーク
- ブルガリア
- イラク

- タイ
- エルサルバドル
- ホンジュラス
- ドミニカ共和国
- ハンガリー
- シンガポール

- ジョージア
- アゼルバイジャン
- フィジー
- モンゴル
- ポルトガル
- ラトビア

- リトアニア
- ニカラグア
- スロバキア
- フィリピン
- チェコ
- アルバニア

- トンガ
- エストニア
- 北マケドニア
- カザフスタン
- モルドバ
- ノルウェー